# Organización emergente
Una organización emergente es una organización que surge espontáneamente y existe en un entorno dinámico complejo o mercado, en lugar de ser una construcción o copia de algo que ya existe. El término apareció por primera vez a fines de la década de 1990 y fue el tema de la Séptima Conferencia Anual de Sistemas Evolutivos de Washington en la Universidad de Gante, Bélgica en mayo de 1999. Las organizaciones emergentes y su dinámica plantean preguntas interesantes; por ejemplo, ¿cómo logra una organización de este tipo el cierre y la estabilidad?
Alternativamente, como sugirieron James R. Taylor y Elizabeth J. Van Every en su texto fundamental de 2000, The Emergent Organization, todas las organizaciones surgen de la comunicación, especialmente de la interacción de la conversación y el texto. Esta idea concierne a las organizaciones humanas, pero es coherente con la monadología de Leibniz o Gabriel Tarde, o con la filosofía de procesos de Alfred North Whitehead, que explica lo macro (tanto en "sociedades" humanas como no humanas) de los procesos que tienen lugar entre sus partes constituyentes.